# Metromedia

Logo de la station WNEW FM possédée par Metromedia.

Metromedia (aussi écrit MetroMedia) était un groupe de média qui possédait des stations de télévision et de radio américaines de 1956 à 1986.
Le groupe était issu de DuMont Television Network (1946-1956), premier réseau de chaine de télévision commercial au monde, dont l'investisseur John Werner Kluge prit le contrôle.
En 1986 Kluge revendit les stations de Metromedia à News Corporation et à la 20th Century Fox (toutes les deux appartenant à Rupert Murdoch).